# Erik Nylén
Klas Vilhelm Erik Nylén, född 18 oktober 1918 i Uppsala, död 18 december 2017 i Visby, var en svensk arkeolog med professors namn.

## Biografi
Nylén disputerade 1955 vid Uppsala universitet på en avhandling om den förromerska järnåldern på Gotland. År 1984 tillades han professors namn.
Nylén arbetade från 1950-talet och framåt främst med Gotland och dess järnålder, bl.a. med utgrävningen av det stora gravfältet Vallhagar i Fröjels socken, med en medveten arkeologisk metodutveckling. Han införde en rad nya fält- och laboratoriemetoder för arkeologiska undersökningar där bl.a. tornfotografering spelade en viktig roll. Han var chef för RAGU (Riksantikvarieämbetets Gotlandsundersökningar) 1970–1984 och en av initiativtagarna till Krampmacken-projektet 1985–1987 där man rekonstruerade en båt från 1100-talet och i experimentsyfte använde den för en långresa i österled. Sina minnen som arkeolog på Gotland har Nylén skrivt i uppsatsen "Senare gotländsk fornforskning" i boken Gotlandia irredenta. Festschrift für Gunnar Svahnström, 1990.
Erik Nylén var gift med arkeologen Lena Thunmark-Nylén (född 1943). Han är begravd på Svärdsjö kyrkogård.

## Publikationer i urval
- 1955. Die jüngere vorrömische Eisenzeit Gotlands : Funde, Chronologie, Formenkunde. Uppsala.
- 1962. Skatten från Havors fornborg. Próxima Thule. Sverige och Europa under forntid och medeltid. hyllningsskrift till H.M. Konungen den 11 november 1962. Stockholm.
- 1972. Gotländischer Runensteinstil. Stockholm.
- 1977 (med flera senare upplagor). Bildstenar. Visby.
- 1987. Vikingaskepp mot Miklagård - Krampmacken i österled. Stockholm.
- 1994. Tuna i Badelunda : guld, kvinnor, båtar 1 & 2. Västerås.
- 2005. The Havor hoard : the gold, the bronzes, the fort. Stockholm.